# Griesalp

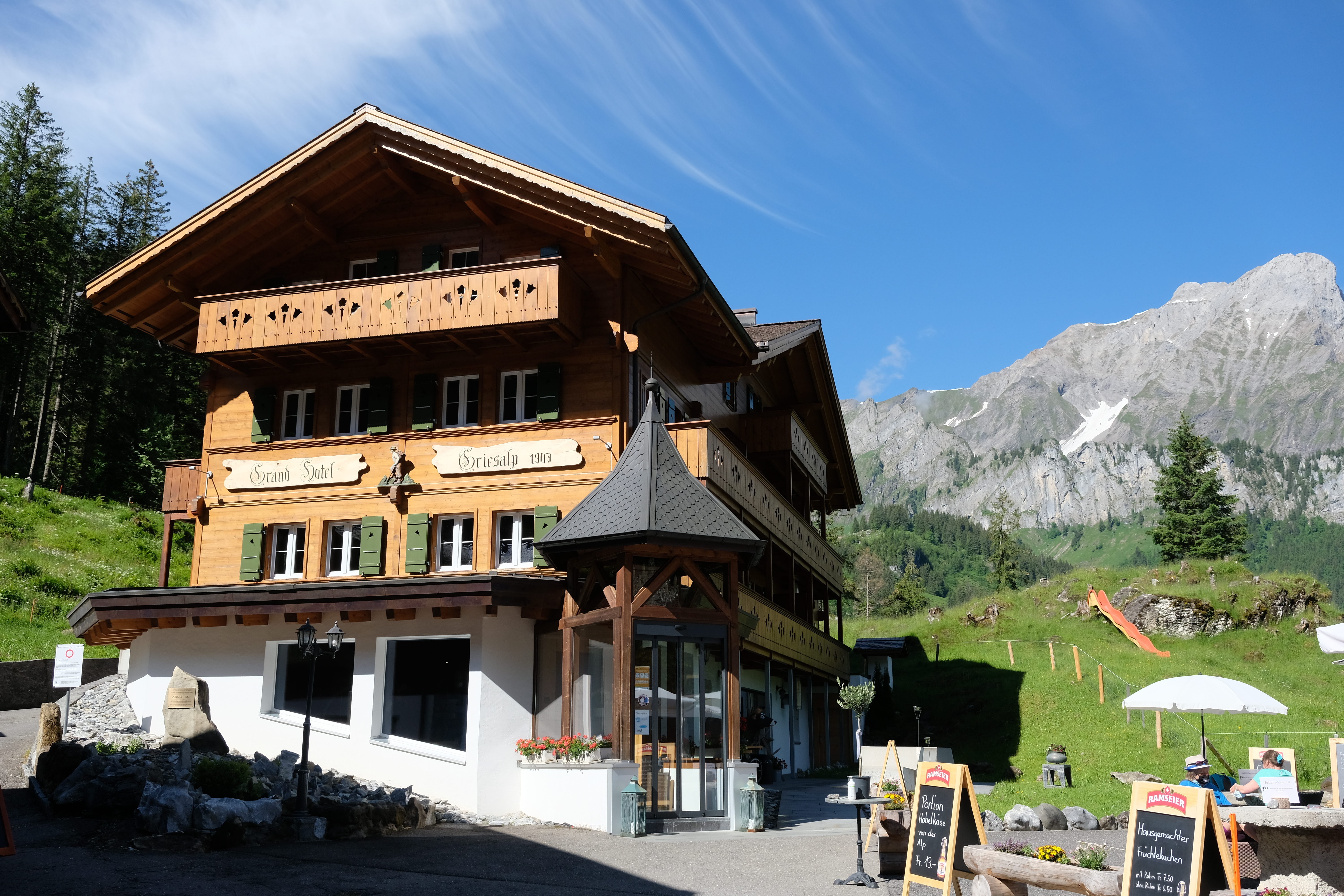
Griesalp im Kiental

Die Griesalp ist eine Alp auf 1400 m ü. M. im Kiental in den Berner Alpen, am Fusse der Blüemlisalp. Sie gehört politisch zur Gemeinde Reichenbach im Kandertal im Berner Oberland in der Schweiz.
Die Griesalp ist Endstation der von Reichenbach kommenden steilsten Postautolinie Europas (28 % in der Pochtenschlucht). Auf den letzten zweitausend Metern überwinden die Postautos der Linie 220 zweihundert Höhenmeter und 20 Haarnadelkurven, am schmalsten Engpass führt die Strasse durch eine 2,20 Meter breite Felslücke.
Die Griesalp ist Ausgangspunkt für zahlreiche leichte und mittelschwere Wander- und Skitouren in alle Himmelsrichtungen. Auf und um Griesalp werden zahlreiche Übernachtungsmöglichkeiten angeboten.